# 509th Bomb Wing

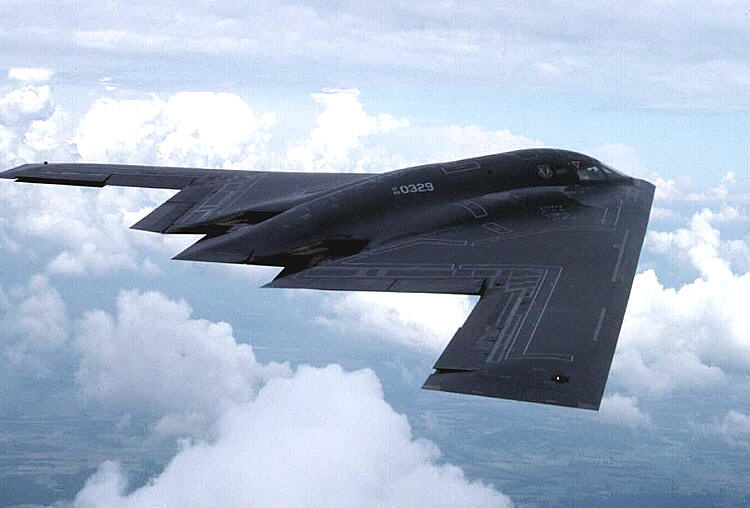
B-2A dello Stormo

Il 509th Bomb Wing è uno stormo Bombardieri dell'Air Force Global Strike Command, inquadrato nella Eighth Air Force. Il suo quartier generale è situato presso la Whiteman Air Force Base, nel Missouri.
Il 509 BW è l'unità ospitante a Whiteman e gestisce il bombardiere stealth B-2 Spirit. Lo stormo può lanciare sortite di combattimento direttamente dal Missouri verso qualsiasi punto del globo, ingaggiando gli avversari con grandi carichi di munizioni tradizionali o di precisione guidata.
l 509th BW aprì la strada alla prima risposta militare americana in seguito agli attacchi terroristici dell'11 settembre a New York e Washington. I bombardieri B-2 furono i primi aerei statunitensi a entrare nello spazio aereo afghano nell'ottobre 2001, aprendo la strada ad altri aerei della coalizione per affrontare le forze talebane e di Al Qaida. Durante questa operazione, l'aereo volò andata e ritorno dal Missouri, registrando missioni di combattimento di oltre 40 ore, il più lungo mai registrato.

## Missione
Allo stormo è associato il 131st Bomb Wing, Missouri Air National Guard, il quale fornisce personale di supporto per l'addestramento e la manutenzione per i suoi B-2A.

## Organizzazione
Attualmente, a settembre 2020, esso controlla:
- 509th Operations  Group
  - 509th Operations Support Squadron
  -  13rd Bomb Squadron, Formal Training Unit - Equipaggiato con B-2A e 14 T-38C
  -  393rd Bomb Squadron - Equipaggiato con B-2A
- 509th Maintenance Group
  - 509th Maintenance Operations Squadron
  - 709th Munitions Squadron
- 509th Mission Support Group
  - 509th Civil Engineer Squadron
  - 509th Communications Squadron
  - 509th Contracting Squadron
  - 509th Force Support Squadron
  - 509th Logistics Readiness Squadron
  - 509th Security Forces Squadron
- 509th Medical Group